# Creagrutus nigrotaeniatus
Creagrutus nigrotaeniatus é um gênero de peixe. Foi descrito pela primeira vez por Dagosta e Pastana em 2014. Creagrutus nigrotaeniatus pertence ao gênero Creagrutus, família characídeos. Está presente na América do Sul.